# Robervals flygplats
Robervals flygplats är en flygplats i Québec i Kanada.   Den ligger i staden Roberval i regionen Saguenay–Lac-Saint-Jean, i den östra delen av landet, 400 km nordost om huvudstaden Ottawa. Robervals flygplats ligger 178 meter över havet.